# Bahnstrecke Genève–Annemasse
| Stadler Flirt im Bahnhof Genève-Cornavin |                                          |                                                 |                                                 |
| Streckenverlauf |                                          |                                                 |                                                 |
| Streckennummer (BAV): | 152                                      |                                                 |                                                 |
| Streckennummer (SNCF): | 894 000                                  |                                                 |                                                 |
| Fahrplanfeld: | 151                                      |                                                 |                                                 |
| Streckenlänge: | 16,1 km                                  |                                                 |                                                 |
| Spurweite: | 1435 mm (Normalspur)                     |                                                 |                                                 |
| Stromsystem: | (CH) 15 kV, 16,7 Hz ~ (F) 25 kV, 50 Hz ~ |                                                 |                                                 |
| Streckengeschwindigkeit: | 100 km/h                                 |                                                 |                                                 |
| Zweigleisigkeit: | Durchgängig                              |                                                 |                                                 |
| |                                          |                                                 |                                                 |
| \| \| \| von Lausanne L 1 L 2 L 3 L 4 \| \| \| \| 60,26 \| Genève-Cornavin \| 392 m ü. M. \| \| \| \| \| \| \| \| \| \| \| \| \| \| Tunnel de Saint Jean (737 m) \| \| \| \| 61,60 \| St-Jean \| 402 m ü. M. \| \| \| \| nach Genève-Aéroport \| \| \| \| \| nach/von La Plaine \| \| \| \| \| Tunnel des Charmilles (1081 m) \| \| \| \| \| \| \| \| \| 62,40 \| Jonction \| 396 m ü. M. \| \| \| \| Brücke Jonction (Rhone, 167 m) \| \| \| \| \| Tunnel Bois de la Bâtie (1078 m) \| \| \| \| \| Brücke Entrepôts (114 m) \| \| \| \| 63,89 \| Lancy-Pont-Rouge \| 384 m ü. M. \| \| \| \| \| \| \| \| 64,54 \| Genève-La Praille \| 384 m ü. M. \| \| \| \| Beginn CEVA-Neubaustrecke, Fehlerprofil +0,01 \| \| \| \| 65,27 \| Genève-Stade nur bei Fussballspielen \| 386 m ü. M. \| \| \| \| \| \| \| \| \| Tunnel Pinchat (2110 m) \| \| \| \| 65,65 \| Lancy-Bachet \| 384 m ü. M. \| \| \| \| \| \| \| \| \| Tunnel Val d’Arve (419 m) \| \| \| \| \| Brücke Arve (87 m) \| \| \| \| \| Tunnel de Champel (1628 m) \| \| \| \| 68,99 \| Genève-Champel \| 390 m ü. M. \| \| \| \| \| \| \| \| \| Tunnel Tranchée couverte (122 m) \| \| \| \| \| Tunnel Gare Eaux-Vives (850 m) \| \| \| \| 70,45 \| Genève-Eaux-Vives \| 386 m ü. M. \| \| \| \| \| \| \| \| \| Tunnel Tranchée couverte (1520 m) \| \| \| \| \| Brücke Seymaz (12 m) \| \| \| \| \| Tunnel Tranchée couverte (2140 m) \| \| \| \| 73,11 \| Chêne-Bourg \| 414 m ü. M. \| \| \| 74,39 \| Staatsgrenze Schweiz/Frankreich, Foron \| Staatsgrenze Schweiz/Frankreich, Foron \| \| \| \| \| \| \| \| 75,33 \| Ambilly \| 427 m \| \| \| 75,77 \| Infrastrukturbetreibergrenze SBB/SNCF Réseau \| Infrastrukturbetreibergrenze SBB/SNCF Réseau \| \| \| \| CFEG von Eaux-Vives (bis 2013) \| \| \| \| \| \| \| \| \| 76,11 \| Systemtrennstelle 15 kV, 16,7 Hz / 25 kV, 50 Hz \| Systemtrennstelle 15 kV, 16,7 Hz / 25 kV, 50 Hz \| \| \| \| von Léaz und von Annecy L 2 L 3 \| \| \| \| 76,39172,72 \| Annemasse Fahrtrichtungswechsel L 2 L 3 \| 435 m \| \| \| \| Endpunkt L 4 \| \| \| \| \| nach Évian-les-Bains L 1 \| \| |                                          |                                                 |                                                 |
| Strecke |                                          | von Lausanne L 1 L 2 L 3 L 4                    | von Lausanne L 1 L 2 L 3 L 4                    |
| Bahnhof | 60,26                                    | Genève-Cornavin                                 | 392 m ü. M.                                     |
| Tunnelanfang |                                          |                                                 |                                                 |
| Verschwenkung von links · Verschwenkung von rechts |                                          |                                                 |                                                 |
| Tunnelanfang · Tunnelanfang |                                          | Tunnel de Saint Jean (737 m)                    | Tunnel de Saint Jean (737 m)                    |
| Dienststation / Betriebs- oder Güterbahnhof (im Tunnel) · Dienststation / Betriebs- oder Güterbahnhof (im Tunnel) | 61,60                                    | St-Jean                                         | 402 m ü. M.                                     |
| Kreuzung mit Tunnelstrecke und geradeaus unten (im Tunnel) · Abzweig geradeaus und nach rechts (im Tunnel) |                                          | nach Genève-Aéroport                            | nach Genève-Aéroport                            |
| Abzweig nach rechts und von rechts (im Tunnel) · Tunnelende |                                          | nach/von La Plaine                              | nach/von La Plaine                              |
| Tunnelende · Strecke |                                          | Tunnel des Charmilles (1081 m)                  | Tunnel des Charmilles (1081 m)                  |
| Verschwenkung nach links · Verschwenkung nach rechts |                                          |                                                 |                                                 |
| Dienststation / Betriebs- oder Güterbahnhof | 62,40                                    | Jonction                                        | 396 m ü. M.                                     |
| Brücke über Wasserlauf |                                          | Brücke Jonction (Rhone, 167 m)                  | Brücke Jonction (Rhone, 167 m)                  |
| Tunnel |                                          | Tunnel Bois de la Bâtie (1078 m)                | Tunnel Bois de la Bâtie (1078 m)                |
| Brücke |                                          | Brücke Entrepôts (114 m)                        | Brücke Entrepôts (114 m)                        |
| Haltepunkt / Haltestelle | 63,89                                    | Lancy-Pont-Rouge                                | 384 m ü. M.                                     |
| Verschwenkung von links · Verschwenkung von rechts |                                          |                                                 |                                                 |
| Dienststation / Betriebs- oder Güterbahnhof · Dienststation / Betriebs- oder Güterbahnhof | 64,54                                    | Genève-La Praille                               | 384 m ü. M.                                     |
| Strecke · Kilometer-Wechsel |                                          | Beginn CEVA-Neubaustrecke, Fehlerprofil +0,01   | Beginn CEVA-Neubaustrecke, Fehlerprofil +0,01   |
| Strecke · Haltepunkt / Haltestelle | 65,27                                    | Genève-Stade nur bei Fussballspielen            | 386 m ü. M.                                     |
| Strecke (im Tunnel) |                                          |                                                 |                                                 |
| Verschwenkung nach links (im Tunnel) |                                          | Tunnel Pinchat (2110 m)                         | Tunnel Pinchat (2110 m)                         |
| Haltepunkt / Haltestelle (im Tunnel) | 65,65                                    | Lancy-Bachet                                    | 384 m ü. M.                                     |
| Tunnelende |                                          |                                                 |                                                 |
| Tunnel |                                          | Tunnel Val d’Arve (419 m)                       | Tunnel Val d’Arve (419 m)                       |
| Brücke über Wasserlauf |                                          | Brücke Arve (87 m)                              | Brücke Arve (87 m)                              |
| Strecke geradeaus (im Tunnel) |                                          | Tunnel de Champel (1628 m)                      | Tunnel de Champel (1628 m)                      |
| Haltepunkt / Haltestelle (im Tunnel) | 68,99                                    | Genève-Champel                                  | 390 m ü. M.                                     |
| Strecke geradeaus (im Tunnel) |                                          |                                                 |                                                 |
| Tunnel |                                          | Tunnel Tranchée couverte (122 m)                | Tunnel Tranchée couverte (122 m)                |
| Strecke geradeaus (im Tunnel) |                                          | Tunnel Gare Eaux-Vives (850 m)                  | Tunnel Gare Eaux-Vives (850 m)                  |
| Bahnhof (im Tunnel) | 70,45                                    | Genève-Eaux-Vives                               | 386 m ü. M.                                     |
| Strecke geradeaus (im Tunnel) |                                          |                                                 |                                                 |
| Tunnel |                                          | Tunnel Tranchée couverte (1520 m)               | Tunnel Tranchée couverte (1520 m)               |
| Brücke über Wasserlauf |                                          | Brücke Seymaz (12 m)                            | Brücke Seymaz (12 m)                            |
| Strecke geradeaus (im Tunnel) |                                          | Tunnel Tranchée couverte (2140 m)               | Tunnel Tranchée couverte (2140 m)               |
| Haltepunkt / Haltestelle (im Tunnel) | 73,11                                    | Chêne-Bourg                                     | 414 m ü. M.                                     |
| | 74,39                                    | Staatsgrenze Schweiz/Frankreich, Foron          | Staatsgrenze Schweiz/Frankreich, Foron          |
| Tunnelende |                                          |                                                 |                                                 |
| ehemaliger Haltepunkt / Haltestelle | 75,33                                    | Ambilly                                         | 427 m                                           |
| Wechsel des Eisenbahninfrastrukturunternehmens | 75,77                                    | Infrastrukturbetreibergrenze SBB/SNCF Réseau    | Infrastrukturbetreibergrenze SBB/SNCF Réseau    |
| Abzweig geradeaus und ehemals von rechts |                                          | CFEG von Eaux-Vives (bis 2013)                  | CFEG von Eaux-Vives (bis 2013)                  |
| Verschwenkung von links · Verschwenkung von rechts |                                          |                                                 |                                                 |
| Grenze · Strecke | 76,11                                    | Systemtrennstelle 15 kV, 16,7 Hz / 25 kV, 50 Hz | Systemtrennstelle 15 kV, 16,7 Hz / 25 kV, 50 Hz |
| Abzweig geradeaus und von rechts · Strecke |                                          | von Léaz und von Annecy L 2 L 3                 | von Léaz und von Annecy L 2 L 3                 |
| Bahnhof · Kopfbahnhof Streckenende | 76,39172,72                              | Annemasse Fahrtrichtungswechsel L 2 L 3         | 435 m                                           |
| Strecke |                                          | Endpunkt L 4                                    | Endpunkt L 4                                    |
| Strecke |                                          | nach Évian-les-Bains L 1                        | nach Évian-les-Bains L 1                        |

Die Bahnstrecke Genève–Annemasse, auch als CEVA (Cornavin–Eaux-Vives–Annemasse) bezeichnet, verbindet seit dem 15. Dezember 2019 den grenznahen französischen Ort Annemasse mit dem schweizerischen Genf und seinem Hauptbahnhof Cornavin.
Das Eisenbahnprojekt der Region Westschweiz stellt eine Verlängerung der bestehenden Linie zwischen Eaux-Vives und Annemasse über die Endstation Eaux-Vives hinaus nach Champel, Carouge und Lancy bis zum SBB-Bahnhof Genf-Cornavin dar. Die Linie ist die Stammstrecke des S-Bahn Netzes Léman Express.

## Streckenverlauf
Die Strecke verlässt den Bahnhof Cornavin in westlicher Richtung gemeinsam mit den Strecken nach Bellegarde und zum Flughafen Genf, wobei die Züge von und nach Annemasse die beiden in Richtung Westen linken Gleise befahren. Der Abzweig von der Strecke zum Flughafen liegt im Tunnel de St. Jean etwa auf Höhe der Rue de Miléant. Nach dem Tunnel mündet von rechts die Verbindungskurve aus Richtung Bellegarde ein. Anschliessend überquert die Strecke auf dem Jonction-Viadukt die Rhone auf Höhe der Arvemündung; an die Brücke schliesst unmittelbar der Tunnel de la Bâtie an. Der Haltepunkt Lancy-Pont-Rouge befindet sich in Hochlage über der Route du Grand-Lancy und besitzt einen 320 m langen Inselbahnsteig.
Hinter der Haltestelle beginnt der seit 2011 erstellte Neubauabschnitt, welcher den Güterbahnhof La Praille westlich umfährt. An dessen Südkopf trennt sich die zweigleisige Strecke von den bestehenden Gütergleisen, hier befindet sich der neue Haltepunkt Lancy-Bachet als wichtiger Verknüpfungspunkt zu Tram und Bus. Am Ende der bereits unter Strassenniveau liegenden Bahnsteighalle beginnt der Tunnel de Pinchat, die Strecke wendet sich in einem Linksbogen gegen Nordosten und verläuft südlich der Altstadt von Carouge bis zur Arve. Auf einer 2500 Tonnen schweren Stahlfachwerkbrücke überquert sie den Fluss Arve. Unmittelbar dahinter beginnt der Tunnel von Champel. In diesem Abschnitt ist die Strecke aus Lärmschutzgründen komplett eingehaust. Ungefähr in der Mitte des Champel-Tunnels befindet sich die Haltestelle Genève-Champel, welche einen direkten Zugang zum Universitätsspital Genf bietet. Wenige hundert Meter östlich wird der Bahnhof Eaux-Vives erreicht, der Ausgangspunkt der einstigen Linie nach Annemasse. Das neue Stationsbauwerk entstand in offener Bauweise, die Bahnsteigebene liegt 17 Meter unter der Oberfläche und hat einen Inselbahnsteig von 320 Metern Länge. Das Tageslicht kann dank speziell angefertigter Glasböden durch das Zwischengeschoss bis auf Bahnsteigniveau dringen.
Der weitere Tunnelabschnitt wurde unter der alten Bahnstrecke Richtung Südosten in offener Bauweise und mit Rechteckprofil errichtet. Im Bereich der Querung des Flusses Seymaz ist der Tunnel unterbrochen, die Streckengleise queren ihn auf einer Brücke. Die Haltestelle Chêne-Bourg ist die letzte Station auf Schweizer Boden. Weiter südlich wird der kleine Grenzfluss Foron unterquert. Der Tunnel quert die Staatsgrenze und endet an der Rue de Négociants vor dem Bahnhof Annemasse. Über dem Tunnel zwischen Eaux-Vives und Annemasse entstand eine Voie verte als Rad- und Fusswegverbindung.

## Geschichte

### Erste Studien
Die Idee einer direkten Eisenbahnverbindung zwischen Genf und Savoyen entstand bereits um 1870. Im Auftrag des Genfer Staatsrats erarbeitete der Ingenieur Giovanni Grilli unter der Leitung von Friedrich Gustav Gränicher verschiedene Streckenführungen, wobei das Teilstück Cornavin–Jonction–Carouge bei allen Varianten identisch ist:
1. Verbindung Eaux-Vives–Carouge mittels einem Tunnel von 925 m unter La Cluse;
2. Verbindung Eaux-Vives–Carouge mittels einem Tunnel unter dem Plateau de Champel;
3. Verbindung Chêne-Bourg–Carouge, als Grand Serpentin bezeichnet, über die Combe de la Seymaz. Das Teilstück Chêne-Bourg–Eaux-Vives würde als Stichstrecke beibehalten;
4. Verbindung von Carouge an den Fuss des Salève mit einer Verknüpfung südlich von Veyrier an die Strecke Bellegarde - Annemasse.

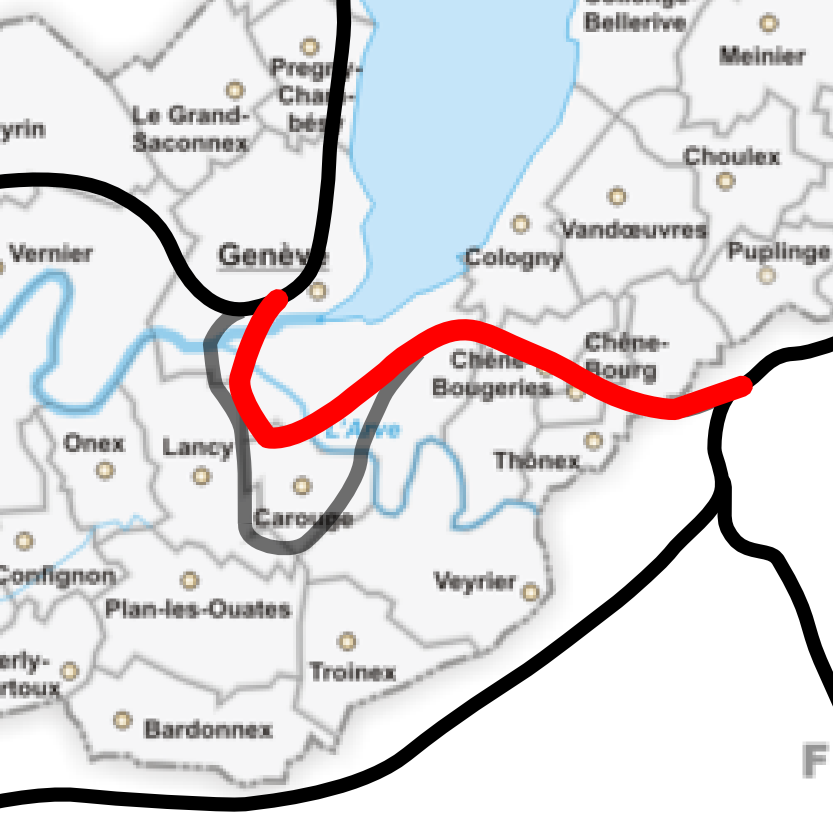
Variante 1 Tunnel.
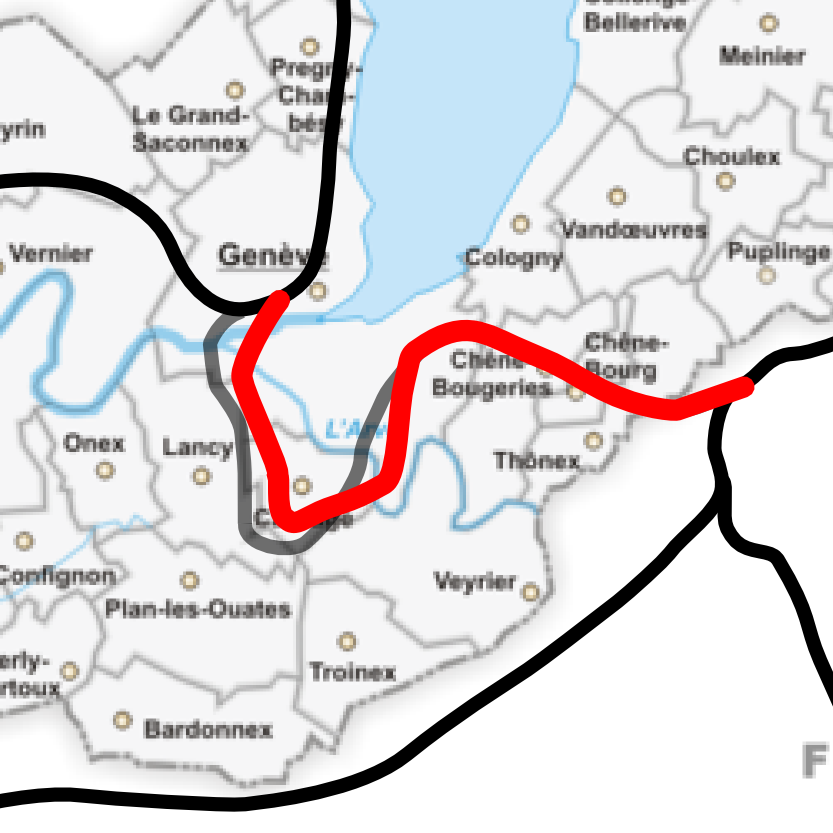
Variante 2 Plateau de Champel.
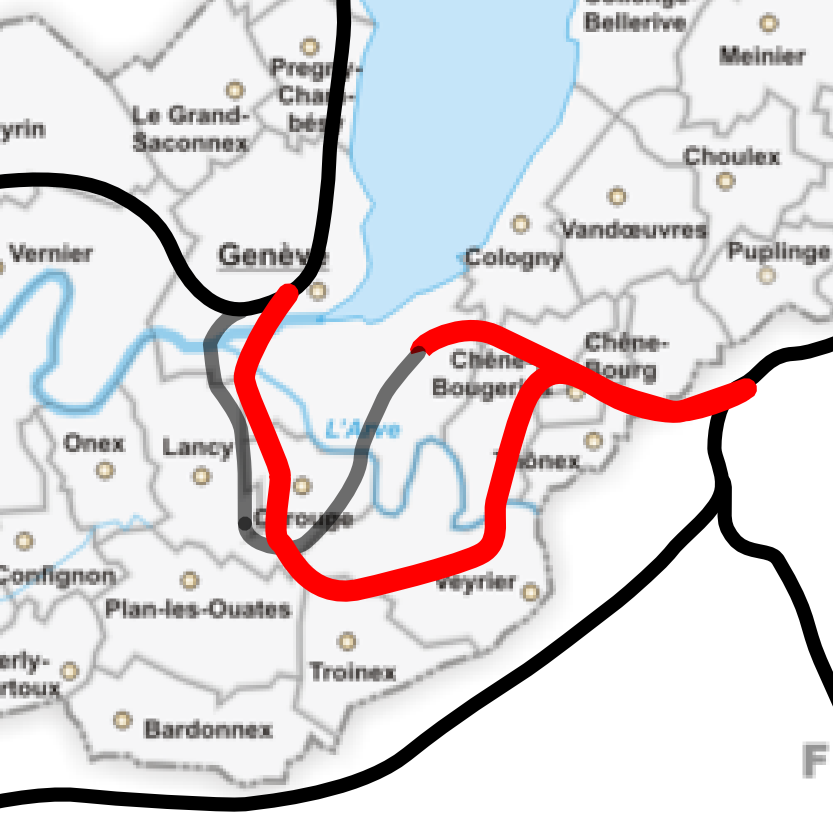
Variante 3 Grand Serpentin.
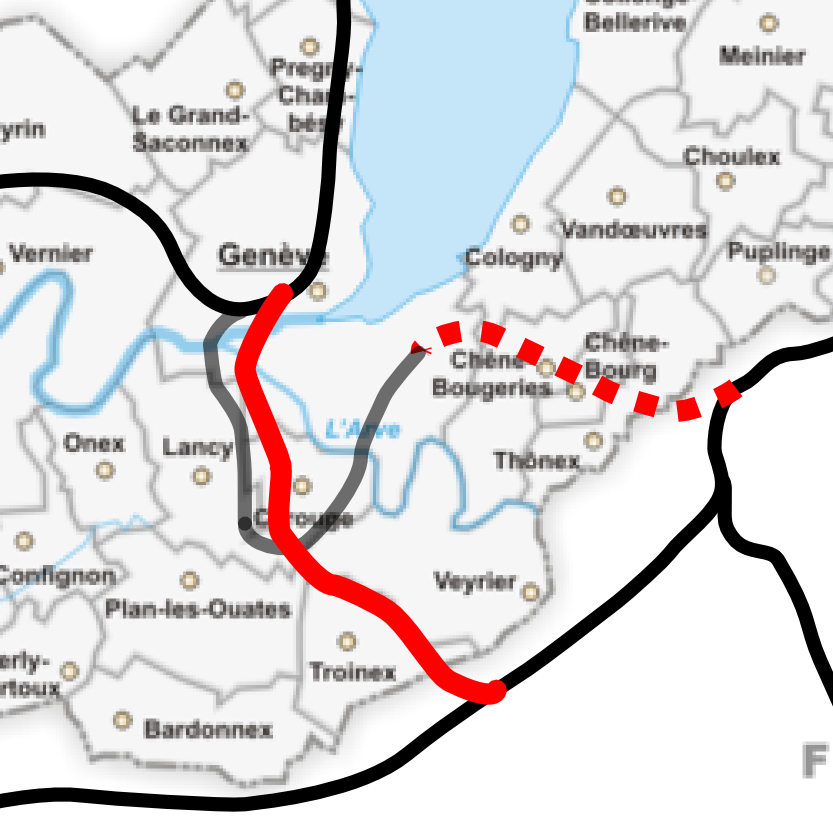
Variante 4 Fuss des Salève.

Das Kantonsparlament entschied sich am 4. November 1876 für die Variante 3 Grand Serpentin. In den folgenden Jahren wird dieser Entscheid von verschiedenen Seiten in Frage gestellt und weitere Varianten ins Spiel gebracht. Eine Expertenkommission unter der Leitung von Gustave Bridel schlägt vor, als erstes den Abschnitt Annemasse–Eaux-Vives zu erstellen. Die Schweiz und Frankreich schlossen am 14. Juni 1881 einen Staatsvertrag über die Bahnstrecke Genf–Annemasse ab.

### Abschnitt Annemasse – Eaux-Vives (Eröffnung 1888)

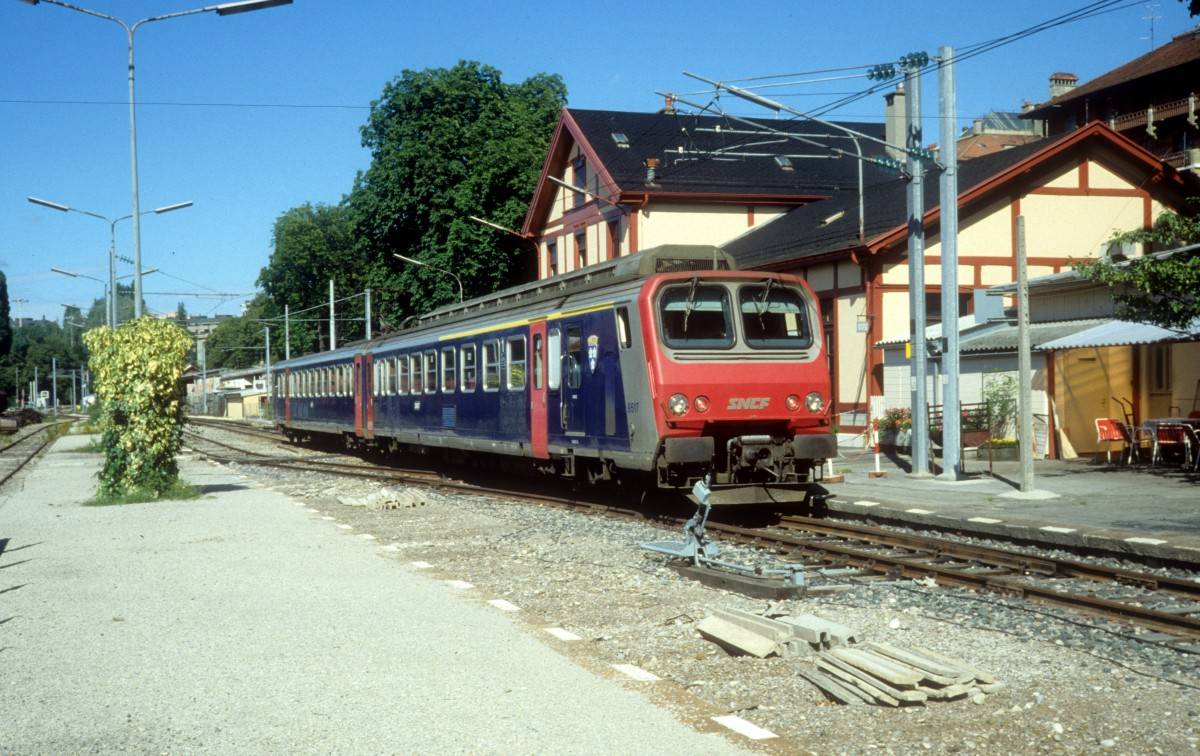
Ehemaliger Bahnhof Genève-Eaux-Vives mit Z2-Zweisystemtriebwagen Z 9517 der SNCF, 1990

Das Abkommen zum Bau und Betrieb des Abschnitts Eaux-Vives–Moillesulaz (Staatsgrenze) wurde am 30. September 1883 von der Compagnie des chemins de fer de Paris à Lyon et à la Méditerranée (PLM) unterzeichnet. Der grosse Rat des Kantons stimmt diesem schnell zu realisierenden und kostengünstigen Vorhaben am 4. Mai 1884 zu. Über die Weiterführung bis nach Cornavin soll nach den ersten drei Betriebsjahren dieses Abschnitts entschieden werden. Die Befürworter einer Verbindung ab Carouge nach Veyrier erwirken ein Referendum, welches jedoch von den Genfern am 6. Juli 1884 abgelehnt wurde.
Die Planung wurde ab 1884 vorangetrieben und 1885 das nötige Grundeigentum erworben. Im selben Jahr begannen noch die Gleisbauarbeiten sowie die Erstellung der Stationsbauten. Diese Arbeiten wurden im Jahr 1887 abgeschlossen, im selben Jahr begannen auch die Arbeiten auf dem französischen Teilstück. Die Strecke Annemasse–Genève-Eaux-Vives ging am 27. Mai 1888 in Betrieb. Die Infrastruktur war im Besitz der Chemin de fer de l’État de Genève (CFEG), der Betrieb erfolgte durch die PLM.
Der elektrische Betrieb auf der Strecke wurde am 28. September 1986 aufgenommen. Aufgrund der Isolation vom Schweizer Bahnnetz und dem Betrieb durch die SNCF wurde die Strecke mit den in Frankreich üblichen 25 kV mit einer Frequenz von 50 Hz elektrifiziert.
Für den Ausbau auf Doppelspur im Rahmen des CEVA-Projekts wurde ab Dezember 2011 der Verkehr auf dem Abschnitt Chêne-Bourg–Eaux-Vives eingestellt. Im April 2013 folgte der restliche Abschnitt bis Annemasse. Das Empfangsgebäude von Chêne-Bourg musste im Juli 2013 für den Bau der neuen unterirdischen Strecke um 33 m verschoben werden.

### Abschnitt Cornavin – La Praille (Eröffnung 1949)

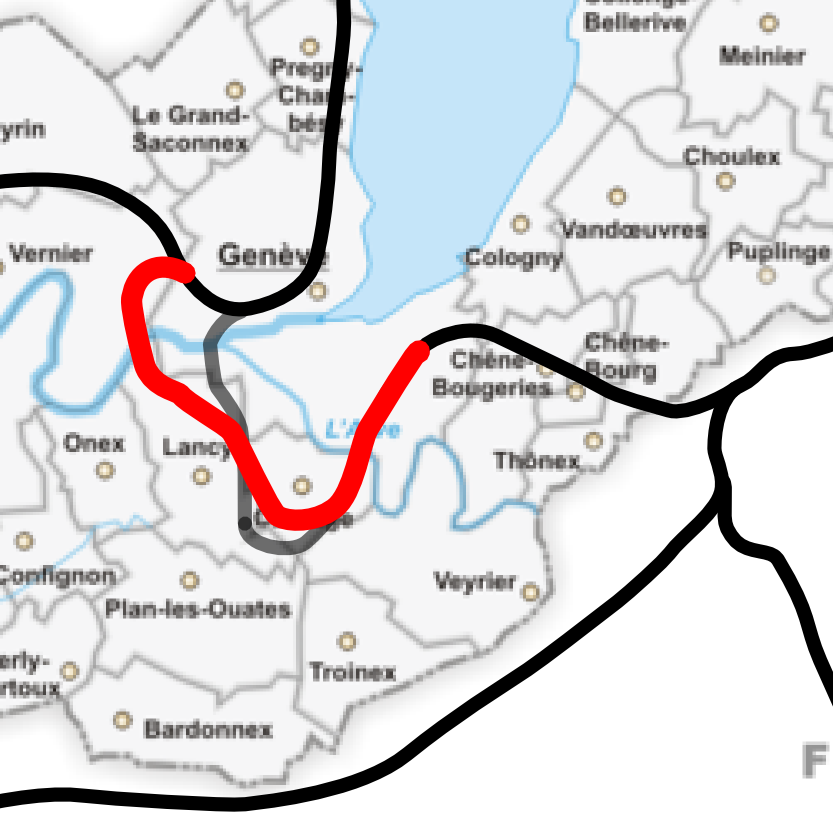
Geplanter Streckenverlauf gemäss dem Vertrag von 1912 über den Pont Butin

Um den Jahrhundertwechsel wurden weitere Varianten für eine Verbindung von Cornavin nach Eaux-Vives erarbeitet, welche jedoch auf Ablehnung stiessen. Im Jahr 1896 begannen die Bauarbeiten am Simplontunnel, für die Zulaufstrecke waren zwei Projekte im Wettbewerb: vom Kanton Genf wurde eine Strecke von Lons-le-Saunier nach Genf mit einem Tunnel unter der Faucille unterstützt, der Kanton Waadt und die Eidgenossenschaft befürworteten den Bau des Mont-d’Or-Tunnels und die Strecke via Vallorbe.
Im Jahr 1909 wurde von Frankreich und der Schweiz ein Vertrag unterzeichnet, welcher vorsieht, dass die Eidgenossenschaft die Strecke Cornavin–Eaux-Vives mitfinanziert, falls der Faucille-Tunnel erstellt würde. In diesem Fall wäre der gesamte Streckenabschnitt bis zum Bahnhof Annemasse durch die Schweizerischen Bundesbahnen zu betreiben. Jedoch fiel im Jahr 1910 der Entscheid, den Tunnel du Mont d'Or zu erstellen, was das Aus für den Faucille-Tunnel und indirekt auch für die Verbindungsbahn nach Eaux-Vives bedeutete.
Um die Chancen einer Realisierung der Verbindungsbahn zu bewahren, brachte es der Kanton Genf fertig, im Jahr 1912 einen Vertrag mit der Schweiz und den Schweizerischen Bundesbahnen zu unterzeichnen. Dieser sah die Realisierung einer Bahnverbindung zwischen Cornavin und Annemasse vor. Die Baukosten sollten zu jeweils einem Drittel von den Vertragspartnern aufgebracht werden.
Auf dieser Basis wurde ein Projekt erarbeitet, welches eine Querung der Rhone nicht mehr an der Jonction (dem Zusammenfluss von Rhône und Arve), sondern etwas weiter flussabwärts beim Pont Butin vorsah. Die Gemeinde Petit-Lancy würde mittels einem Tunnel unterfahren, ehe die Strecke den geplanten Güterbahnhof La Praille erreichte. Über weitere Tunnelstrecken würde der Bahnhof Eaux-Vives angeschlossen. Diese Trassierungsvariante über den Pont Butin wurde 1923 von den SBB für eine kürzere und kostengünstigere Variante wieder verworfen: die Querung der Rhone an der Jonction mit einem kurzen Tunnel unter dem Bois de la Bâtie. Die Arbeiten sollten ab 1929 in zwei Etappen erfolgen, zuerst der Abschnitt bis zum Güterbahnhof La Praille und anschliessend das Verbindungsstück bis Eaux-Vives.
Die Weltwirtschaftskrise in den 30er-Jahren verzögerte den Baustart des ersten Abschnitts auf Anfang 1941. Aus Kostengründen wurde auf der 1949 eröffneten Strecke nur ein Gleis verlegt, das zweite folgte 1959. Der Verbindungstunnel in Richtung Bellegarde wurde 1953 in Betrieb genommen. Der Güterbahnhof La Praille wurde in fünf Etappen von 1950 bis 1968 erstellt. Sieben Gleise wurden für den Verkehr von und nach Bellegarde mit 1500 Volt Gleichspannung elektrifiziert.
Ab Dezember 2002 wurden die Regionalzüge aus Richtung Coppet halbstündlich ab Cornavin bis zur provisorischen Haltestelle Lancy-Pont-Rouge verlängert.

### Abschnitt La Praille – Genève-Eaux-Vives (Eröffnung 2019)

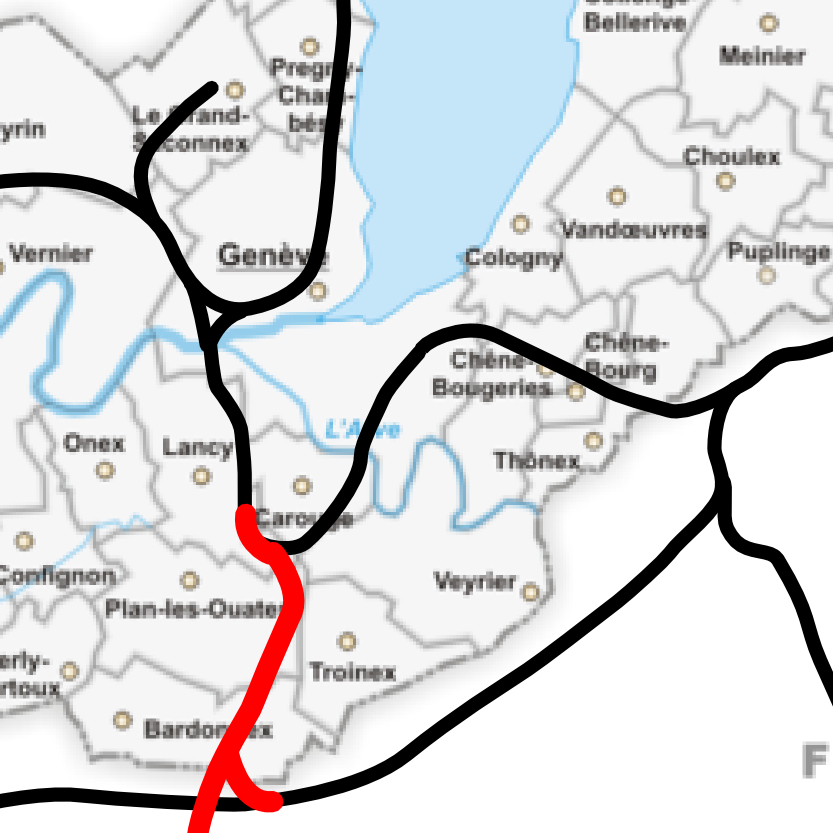
Variante Barreau Sud

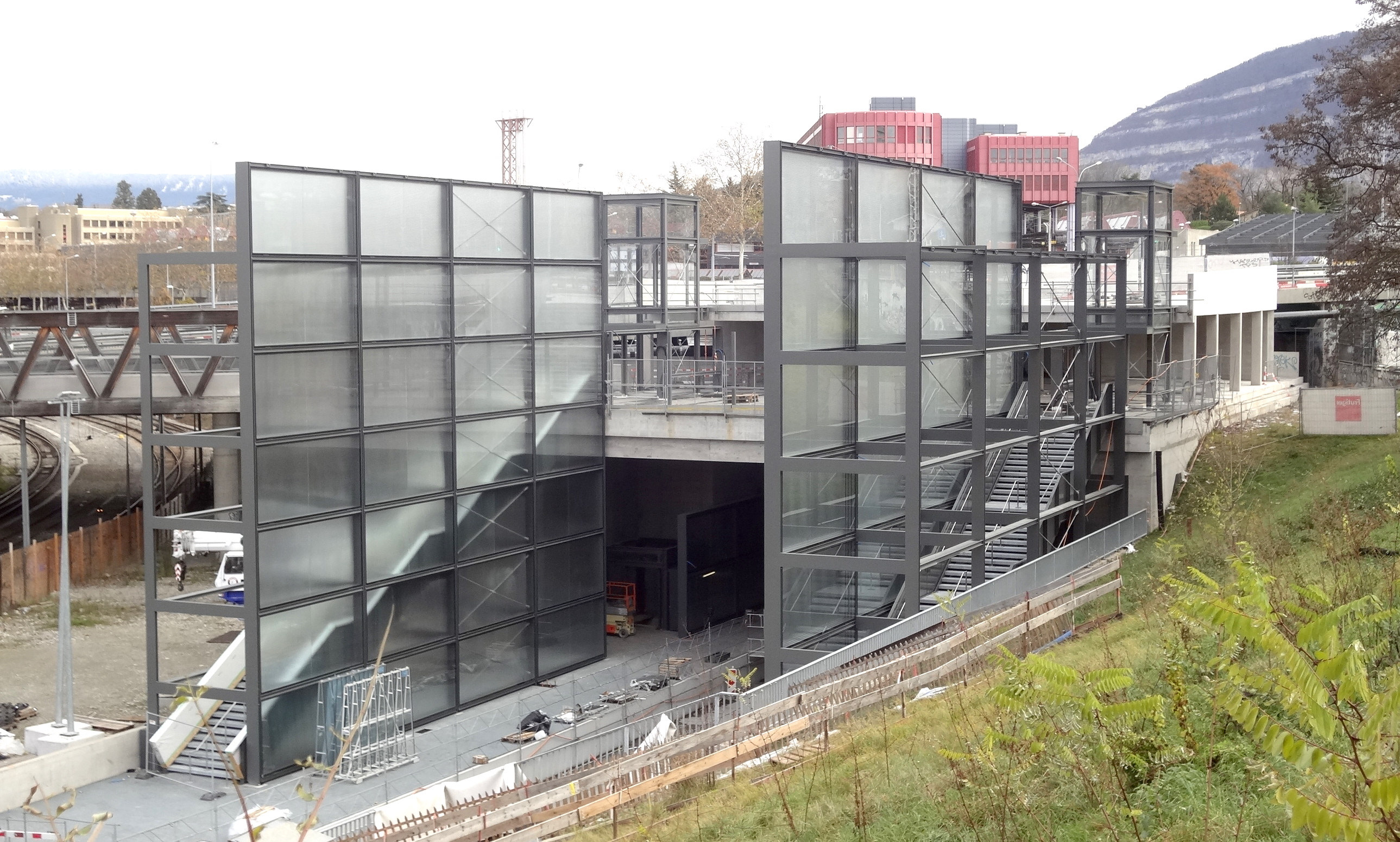
Bahnhof Lancy-Bachet im Bau (2017)

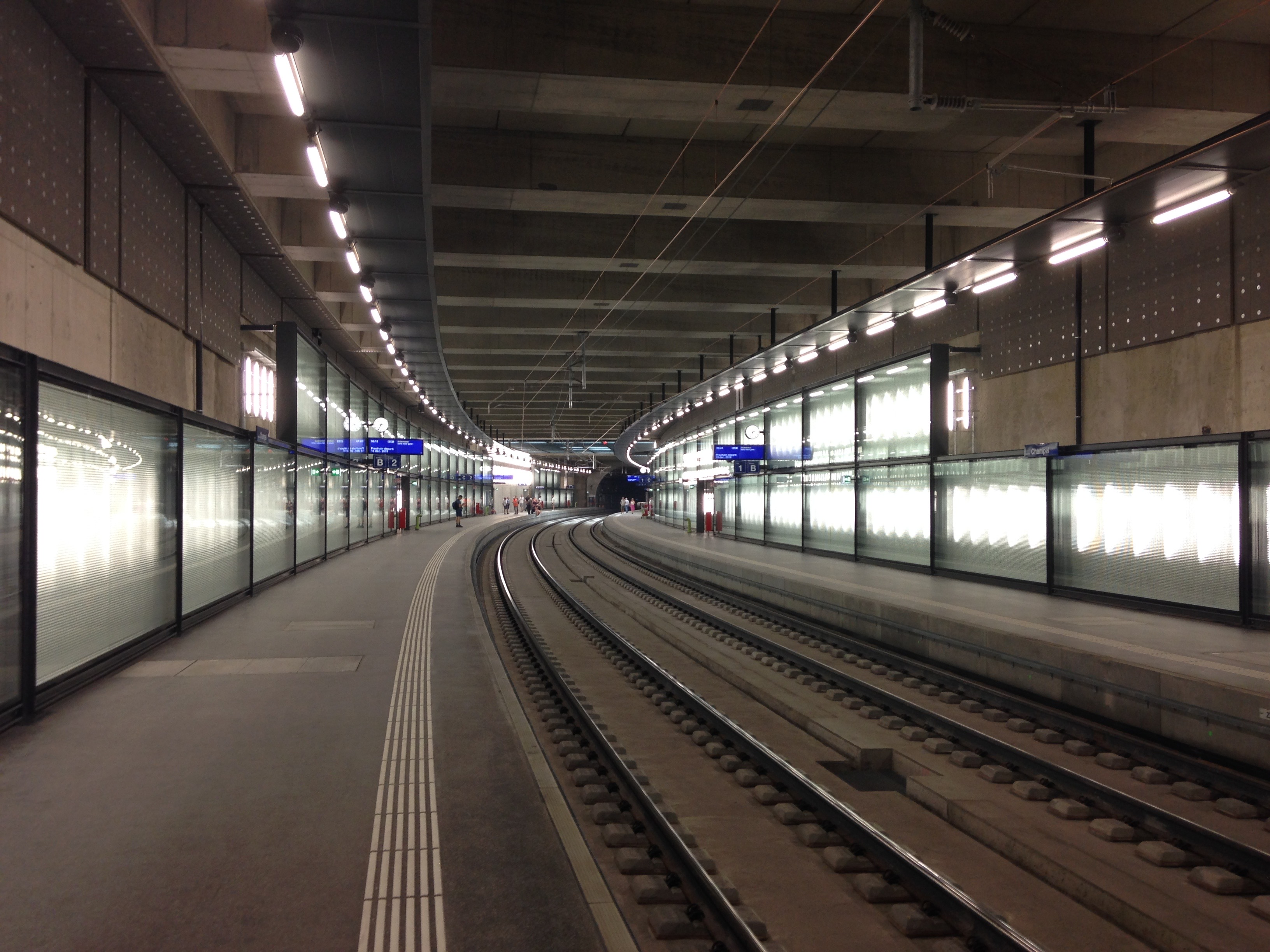
Bahnhof Genève-Champel kurz vor der Fertigstellung (2019)

Zur Verbesserung des öffentlichen Nahverkehrs in Genf wurden in den 80er-Jahren verschiedene Ideen verfolgt, unter anderem eine VAL-Strecke.
Bis zum Jahr 1997 wurde eine Light Rail Strecke vom Pays de Gex über den CERN, Cornavin nach Annemasse projektiert. Dieses meterspurige Verkehrssystem hätte teilweise bestehende Strassenbahnstrecken und ab Eaux-Vives das Trassee der Eisenbahnstrecke genutzt. Der Staatsvertrag von 1881 und der Vertrag aus 1912 wären hierdurch in Frage gestellt worden, und Frankreich hätte auf einer alternativen Streckenführung bestanden. Aus diesem Grund wurde der Barreau Sud (Verbindung Süd) vorgeschlagen, welcher La Praille mit Archamps an der Strecke Bellegarde–Annemasse verbunden hätte. Schlussendlich stellte sich der Grosse Rat 1998 endgültig hinter die Verbindung La Praille–Eaux-Vives.
Im Jahr 2002 verabschiedete der Grosse Rat den Budgetanteil vom Kanton (400 Mio. Franken), und die Eidgenossenschaft sicherte 550 Mio. Franken zu. Die Studien zum Umbau des Bahnhofs Annemasse und des französischen Streckenabschnitts begannen 2003. Im September 2005 sprach sich der Gemeindeverband Annemasse für eine unterirdische Streckenführung auf französischer Seite in Verlängerung des Schweizer Tagbautunnels aus.
Am 30. Mai 2005 erliess das Bundesamt für Verkehr (BAV) die Plangenehmigungsverfügung für den Umbau des Bahnhofs Cornavin, welche die Verlängerung vom Gleis 1 vorsah und so gleichzeitige Ein- und Ausfahrten aus Richtung La Praille erlaubt.
Das Plangehmigungsverfahren für den Streckenabschnitt La Praille – Landesgrenze wurde im März 2006 eingeleitet, währenddessen gingen insgesamt 1700 Einsprachen ein. Ein beachtlicher Teil dieser wurde von Mitgliedern der Association contre le tracé Carouge-Champel du CEVA eingereicht. Sie verlangten eine geänderte Linienführung im Bereich der Arve-Querung und dem Quartier Champel. Am 5. Mai 2008 erteilte das BAV die Baubewilligung und wies alle Einsprachen zurück. Das Genfer Stimmvolk stimmte am 29. November 2009 dem Zusatzkredit über 113 Mio. Franken mit einer Mehrheit von über 61 % zu.
Das Bundesverwaltungsgericht hob am 16. Juni 2011 die letzten Einsprachen betreffend Erschütterungen auf und erlaubte einen Baubeginn ab dem 27. September 2011 mit Ausnahme der Rohbauarbeiten am Tunnel de Champel. Die letzten Einsprachen zum Tunnel de Champel wurden am 15. März 2012 aufgehoben.
Der offizielle erste Spatenstich fand am 15. November 2011 in Lancy-Pont-Rouge im Beisein der Bundesrätin Doris Leuthard, des SBB-Chefs Andreas Meyer, des Genfer Regierungsratspräsidenten Mark Muller und des Präsidenten des Regionalrates Rhône-Alpes Jean-Jack Queyranne statt.
Die ersten Arbeiten begannen 2012 mit dem Umbau des Bahnhofs Eaux-Vives. Im September 2013 begann der Ausbruch des Tunnel de Pinchat, dessen Durchstich erfolgte am 8. Oktober 2015.
Die Arbeiten am Tunnel de Champel begannen im März 2014, der Durchbruch erfolgte erst am 8. Juni 2017, nachdem es zu Schwierigkeiten beim Vortrieb kam. Der Viaduc de la Jonction über die Rhone wurde ab September 2014 umfassend erneuert. Unter anderem wurde der Gleisachsabstand vergrössert und der seitliche Fussgängerweg erweitert. Im April 2016 wurde der 2500 Tonnen schwere Überbau der Brücke über die Arve innerhalb von drei Tagen eingeschoben. Im selben Jahr im September fand der symbolische Durchstich an der Grenze unter dem Foron zwischen dem Schweizer und Französischen Tagbautunnel statt.
Die Bahntechnikausrüstung auf dem Schweizer Teilstück begann im Herbst 2016 mit dem Bau der Festen Fahrbahn Typ LVT. Der symbolische Schweissstoss zwischen den Abschnitten beiderseits der Grenze erfolgte am 21. September 2018 im Beisein der Vertreter der Region Auvergne-Rhône-Alpes und des Kantons Genf. In diesem Zuge wurde als Eröffnungstermin für den Léman Express der 15. Dezember 2019 bekannt gegeben. Ursprünglich war die Inbetriebnahme der Strecke Ende 2017 vorgesehen. Wegen diversen Einsprachen bezüglich dem Erschütterungsschutz war es zu Verzögerungen beim Gleisbau gekommen. Der Einbau der Bahntechnik wurde im Sommer 2019 mit der Fertigstellung der Fahrleitung und der Sicherungsanlagen abgeschlossen.

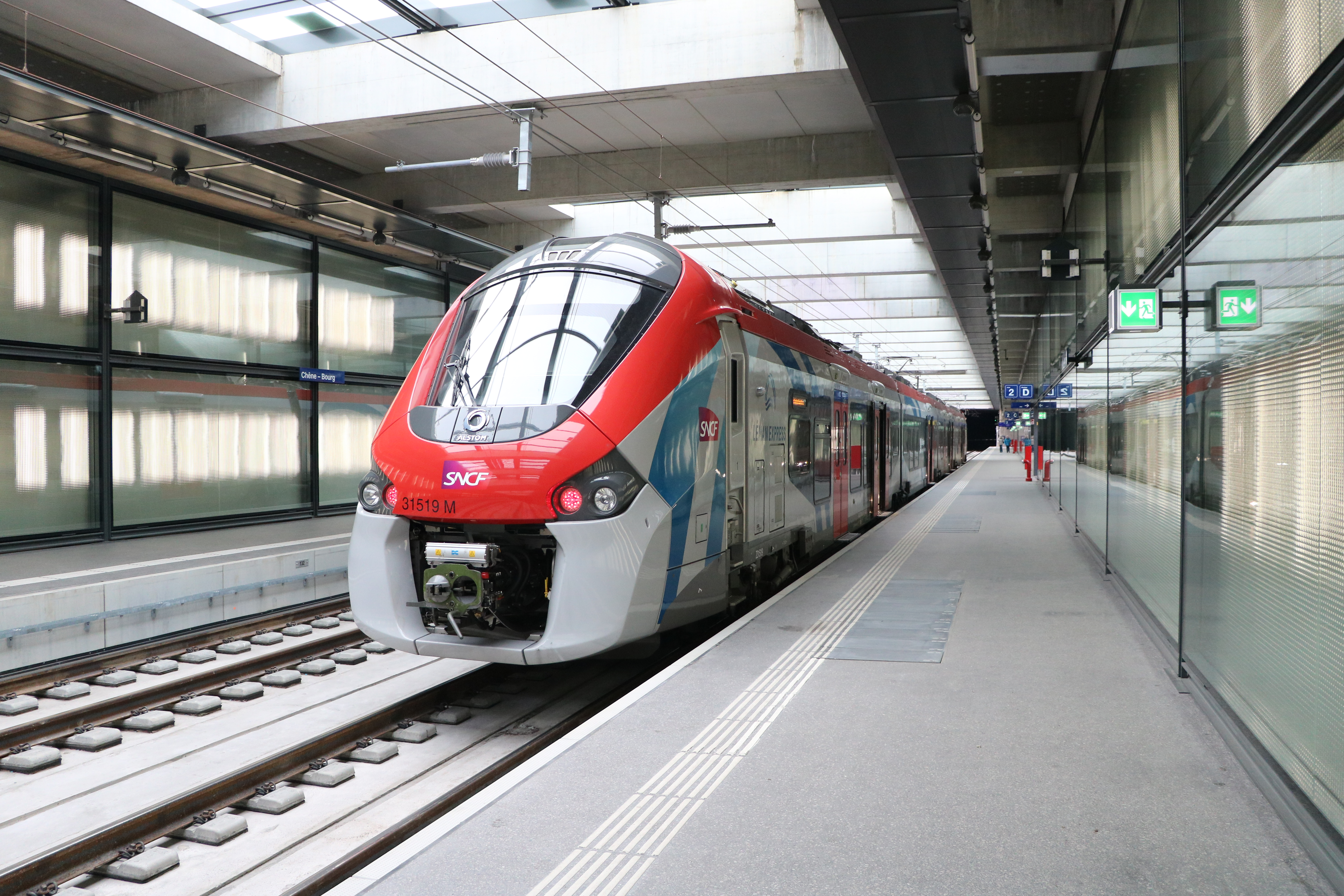
Régiolis im Bahnhof Chêne-Bourg (2020)

Auf französischer Seite hatten die Bauarbeiten im Juni 2015 mit der Erstellung des Tagbautunnels bis zur Landesgrenze begonnen. Der Tunnelrohbau wurde im Februar abgeschlossen, im Anschluss begann der Einbau der Festen Fahrbahn Typ LVT, der Fahrleitung und der Sicherungsanlagen.
Am 10. Dezember 2017 ging der neue Bahnhof Lancy-Pont-Rouge offiziell in Betrieb. Hiermit wurde das Provisorium aus dem Jahr 2002 ersetzt.
Die offiziellen Namen der Haltestellen wurden am 7. November 2018 durch den Bundesrat festgelegt: Lancy-Pont-Rouge, Lancy-Bachet, Genève-Champel, Genève-Eaux-Vives und Chêne-Bourg.
Am 13. September 2019 fand eine grosse Sicherheitsübung unter dem Namen Confine Tre mit über 1200 Statisten und 800 Sicherheitskräften im Tunnelabschnitt zwischen Chêne-Bourg und Annemasse statt. Die Koordination zwischen den Schweizerischen und den Französischen Blaulichtorganisationen sollte geprüft werden.
Die offizielle Einweihung der Strecke fand am 12. Dezember 2019 im Bahnhof Genève-Eaux-Vives durch die Vertreter beider Länder statt: Simonetta Sommaruga, Nuria Gorrite, Serge Dal Busco, Laurent Wauquiez, Andreas Meyer und Frank Lacroix.
Die Gesamtbaukosten auf Schweizer Seite des Projekts betrugen gemäss dem Preisstand von 2008 1567 Mio. Franken. Davon zahlt der Bund einen Anteil von 56 %, den Rest steuert der Kanton Genf bei.
Auf französischer Seite wurden insgesamt 234 Mio. Euro investiert. Hiervon wurden 14,5 Mio. Euro von der Schweiz beigesteuert, den Rest haben die französischen Partner aufgebracht.

## Technische Ausrüstung

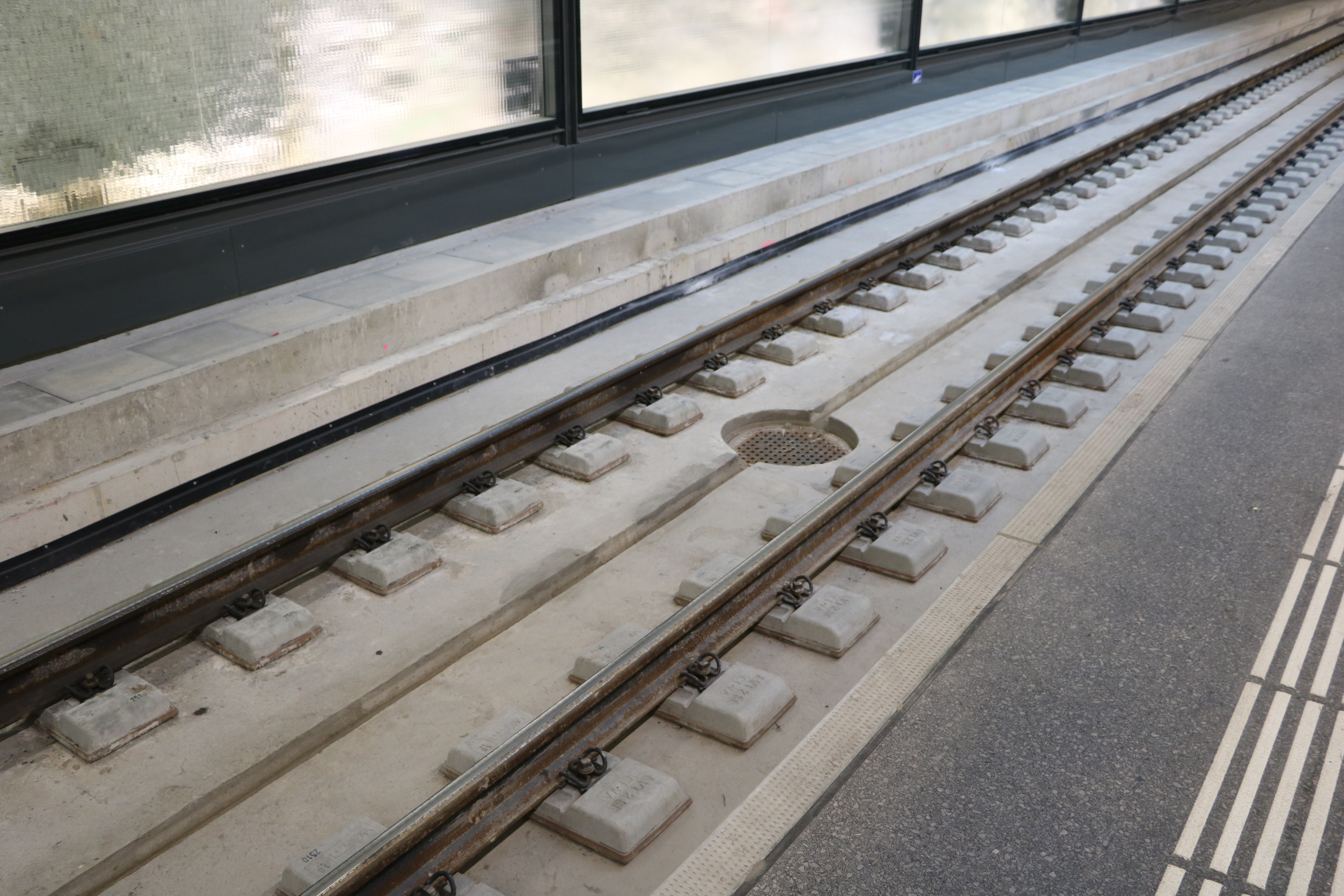
Feste Fahrbahn Typ LVT im Bahnhof Genève-Eaux-Vives (2020)

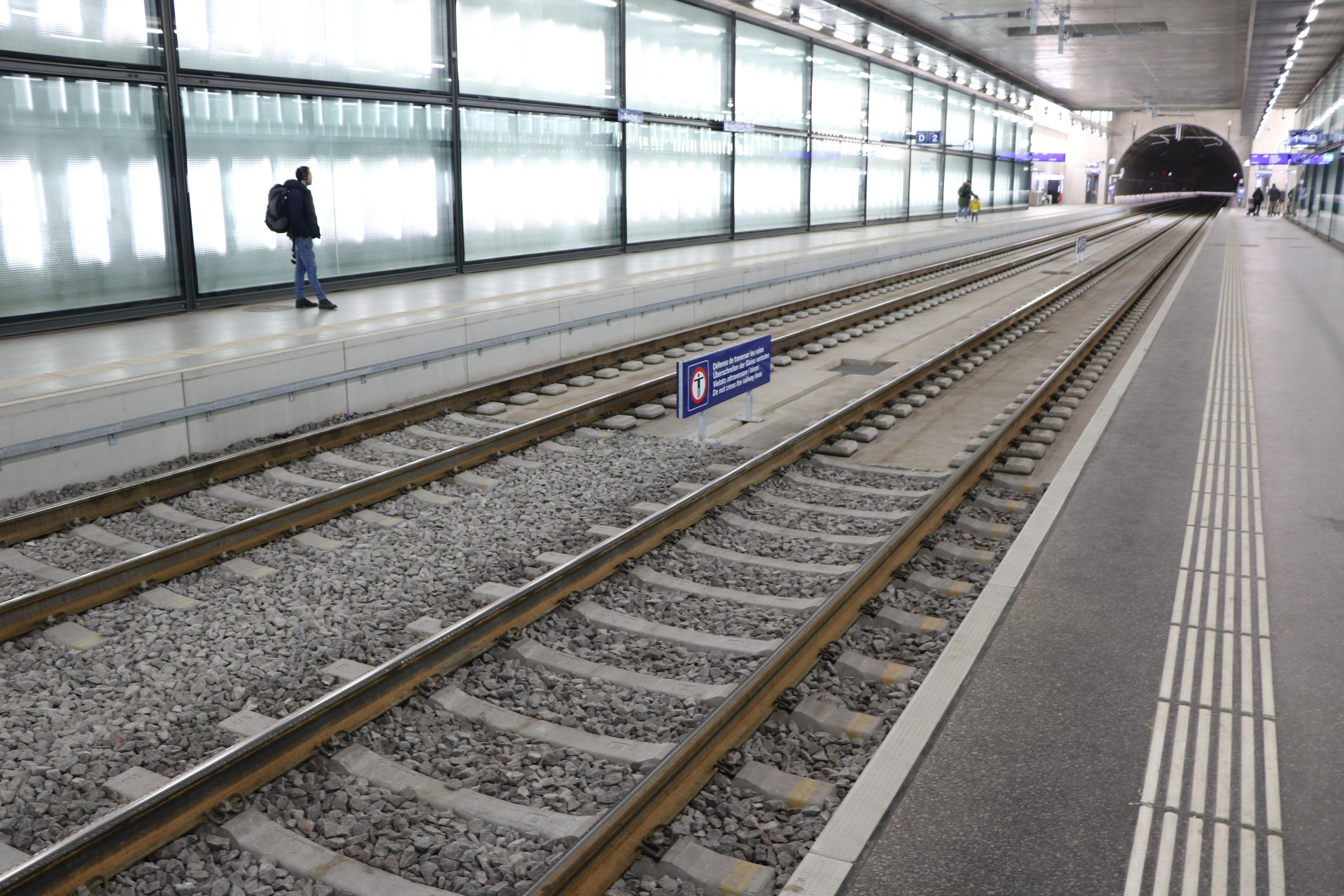
Übergang Schotteroberbau auf Feste Fahrbahn im Bahnhof Lancy-Bachet (2020)

Die gesamte Strecke bis zu den Einfahrsignalen des Bahnhofs Annemasse beim km 75,77 wurde nach Schweizer Normen erstellt und wird auch durch die SBB unterhalten. Anders als in der Schweiz und in Frankreich üblich wird auf der Strecke im Regelbetrieb rechts gefahren. Dies ist der Gleiszuweisung in der Ausfahrt aus Genève-Cornavin geschuldet, wo ein Gleis der Strecke zum Flughafen mitbenutzt wird. Die Höchstgeschwindigkeit liegt bei 100 km/h. Bei den Bahnhöfen Lancy-Pont-Rouge und Genève-Eaux-Vives bestehen je zwei Gleisverbindungen, um im Störungsfall oder bei Bauarbeiten eine ausreichende Betriebsflexibilität zu gewähren.
Auf der ganzen Tunnelstrecke wurde eine feste Fahrbahn des Typs LVT eingebaut. Um einen ausreichenden Erschütterungsschutz sicherzustellen, wurde auf Teilstrecken das System LVT-HA (high attenuation) eingesetzt. Wo dies nicht ausreichend war, musste ein Masse-Feder-System vorgesehen werden.
Die Bahnsteige der Haltestellen Lancy-Pont-Rouge und Genève-Eaux-Vives sind je 320 m lang, um auch von Doppelkompositionen des Typs RE Dosto bedient zu werden.
Die gesamte Strecke ist mit dem Zugbeeinflussungssystem ETCS Level 1 Limited Supervision (Baseline 3) und GSM-R ausgerüstet. Für den Wechsel vom Schweizer auf das französische Zugbeeinflussungssystem wurde erstmals eine dynamische Transition mittels Eurobalisen beim km 75,77 implementiert. Hierbei wechselt der Fahrzeugrechner während der Fahrt von der Schweizer Zugbeeinflussung (EuroZUB, EuroSignum) auf das in Frankreich übliche KVB, RPS (Répétition du signal en cabine) und Crocodile.
Um mit den RE bis nach Annemasse zu fahren, ist ein Gleis im Bahnhof Annemasse (Voie G) mit der schweizerischen Fahrdrahtspannung elektrifiziert, mit Schweizer Zugbeeinflussungseinrichtungen ausgestattet und nur aus Richtung Genf zugänglich. Für die Einfahrt in die übrigen Gleise wurde die elektrische Systemtrennstelle im Bahnhof Annemasse beim Kilometer 76,11 in einem Abschnitt mit geringer Neigung (4 ‰) angeordnet. Hier wechselt die Fahrdrahtspannung von den Schweizer 15 kV bei 16,7 Hz auf die in Frankreich üblichen 25 kV mit 50 Hz. Der stromlos zu durchfahrende Abschnitt liegt in Richtung Annemasse kurz nach einer Steigung mit 27 ‰, was bei einer Mehrfachtraktion möglicherweise das Liegenbleiben des Zuges im Bereich der Schutzstrecke zur Folge hätte. Um dies zu verhindern, musste eine spezielle Funktion in die Fahrzeugsoftware integriert werden, die bei einer Mehrfachtraktion zuerst den Stromabnehmer des führenden Fahrzeugs senkt, während die zweite Einheit weiterhin mit Strom versorgt wird und so beide Zugteile schiebt. Sobald der erste Zugteil die Schutzstrecke passiert hat, wird der Stromabnehmer wieder angelegt, und der erste Zugteil zieht den sich nun unter der Schutzstrecke befindenden zweiten.

## Betrieb
Die Strecke stellt die Stammstrecke des Léman-Express seit dem 15. Dezember 2019 dar. Es werden alle Halte durch Züge des Typs Flirt und Régiolis bedient. Folgende vier Linien verkehren auf der Strecke und ergeben tagsüber einen Viertelstundentakt:
- L 1 Coppet – Genève – Annemasse – Évian-les-Bains
- L 2 Coppet – Genève – Annemasse (Richtungswechsel) – Annecy
- L 3 Coppet – Genève – Annemasse (Richtungswechsel) – Saint-Gervais-les-Bains-Le Fayet
- L 4 Coppet – Genève – Annemasse

Ausserdem verkehrt der Regioexpress RE Annemasse/Genève-Aéroport – Genève – Lausanne –  Vevey (– Saint-Maurice)  im Halbstundentakt auf der Strecke, dieser bedient jedoch nur die Zwischenhalte Lancy-Pont-Rouge und Genève-Eaux-Vives. Hier kommen Züge des Typs RE Dosto zum Einsatz. Anders als in beiden Ländern sonst üblich wird diese Strecke im Rechtsverkehr befahren.
Der fahrdienstliche Betrieb auf Schweizer Seite wird durch die SBB aus der Betriebszentrale West in Renens sichergestellt.